# 26 juin 1952
Le jeudi 26 juin 1952 est le 178e jour de l'année 1952.

## Naissances
- Ko Yong-hui (morte le 24 mai 2004), une des épouses de Kim Jong-il
- Brent Adams, joueur américain de football américain
- William A. Pailes, astronaute américain
- Jean Hamel, défenseur québécois professionnel de hockey
- Bahia Hariri, femme politique libanaise
- Csaba Sándor Tabajdi, député européen hongrois
- Gaetano Curreri, chanteur italien et claviériste
- Simon Mann, citoyen d'Afrique du Sud
- Greg Palast, journaliste d'investigation américain

## Décès
- Theodor Becker (né le 18 février 1880), acteur allemand
- Jean-Baptiste Dupilet (né le 8 juillet 1880), homme politique français

## Autres événements
- Sortie du film Robin des Bois et ses joyeux compagnons
- Première parution de Jehan Pistolet
- Fin du Troisième Congrès de la langue française au Canada
- Sortie du court métrage documentaire Les Oiseaux aquatiques